# William Rothenstein
Sir William Rothenstein (29. ledna 1872 Bradford – 14. února 1945 Londýn) byl anglický malíř, grafik, návrhář a autor publikací o umění. Jeho dráha začala počátkem devadesátých let 20. století. Rothenstein pokračoval v umělecké činnosti až do své smrti v roce 1945. Věnoval se různým žánrům, nejen krajinomalbě ve Francii, ale také například zobrazení židovských synagog v Londýně. Nejznámější je zřejmě svou prací válečného umělce v obou světových válkách, portréty a populárními memoáry psanými ve třicátých letech dvacátého století. Více než dvě stě Rothensteinových portrétů slavných lidí je ve sbírce National Portrait Gallery v Londýně. Tate Gallery má také velkou sbírku jeho obrazů, tisků a kreseb. Rothenstein působil jako ředitel v Royal College of Art od roku 1920 do roku 1935. V roce 1931 byl vyznamenán za své služby umění. V březnu roku 2015 byla otevřena první slavná výstava Rothensteinových prací, Art of Sir William Rothenstein, představující jeho dílo za více než čtyřicet let.

## Životopis

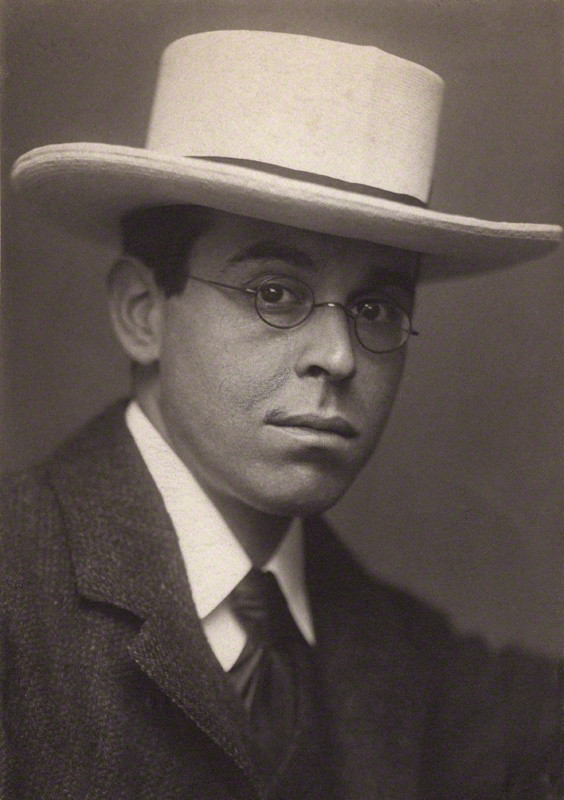
Sir William Rothenstein, fotografie George Charlese Beresforda, rok 1902

William Rothenstein se narodil v židovsko-německé rodině v Bradfordu, části West Ridingu v Yorkshire. V Bradfordu navštěvoval gymnázium (Bradford Grammar School). Jeho otec Moritz emigroval z Německa v roce 1859. Pracoval v Bradfordské textilce. Brzy se oženil s Berthou Duxovou a měli spolu šest dětí, z nichž William byl pátým dítětem. Williamovi dva bratři, Charles a Albert, se také věnovali umění. Charles (1866–1927), který následoval svého otce v obchodě s vlnou, byl velkým sběratelem – a celou svou sbírku věnoval v roce 1925 Manchesterské umělecké galerii. Albert (1881–1953) byl malíř, ilustrátor a návrhář kostýmů. Oba bratři během první světové války změnili své příjmení na Rutherston. William se v roce 1899 oženil s Alicí Knewstubovou, se kterou měl čtyři děti: Johna, Betty, Rachel a Michaela. John Rothenstein později získal uznání jako historik umění a správce umělecké galerie. Byl ředitelem Tate Gallery od roku 1938 do roku 1964 a v roce 1952 byl vyznamenán rytířským řádem. Jeho syn William Michael Rothenstein, RA (19. března 1908– 6. července 1993) byl talentovaný anglický grafik, malíř a umělecký učitel.

## Vzdělání
Rothenstein opustil gymnázium v Bradfordu ve věku šestnácti let, aby pokračoval ve studiu na umělecké škole Slade School of Art v Londýně, kde jej vyučoval Alphonse Legros (1837–1911), francouzský malíř, sochař a medailér, který pracoval také technikou leptu (grafická technika tisku). Ve Francii se vzdělával na Académie Julian, soukromé umělecké škole pro malířství a sochařství. Tam se setkal s Jamesem McNeill Whistlerem, Edgarem Degasem a Henri Toulouse-Lautrecem, s umělci, kteří ho povzbuzovali, aby pokračoval v kariéře umělce. V Paříži se setkal také s anglo-australským umělcem Charlesem Conderem, s nímž sdílel ateliér na Montmartru.

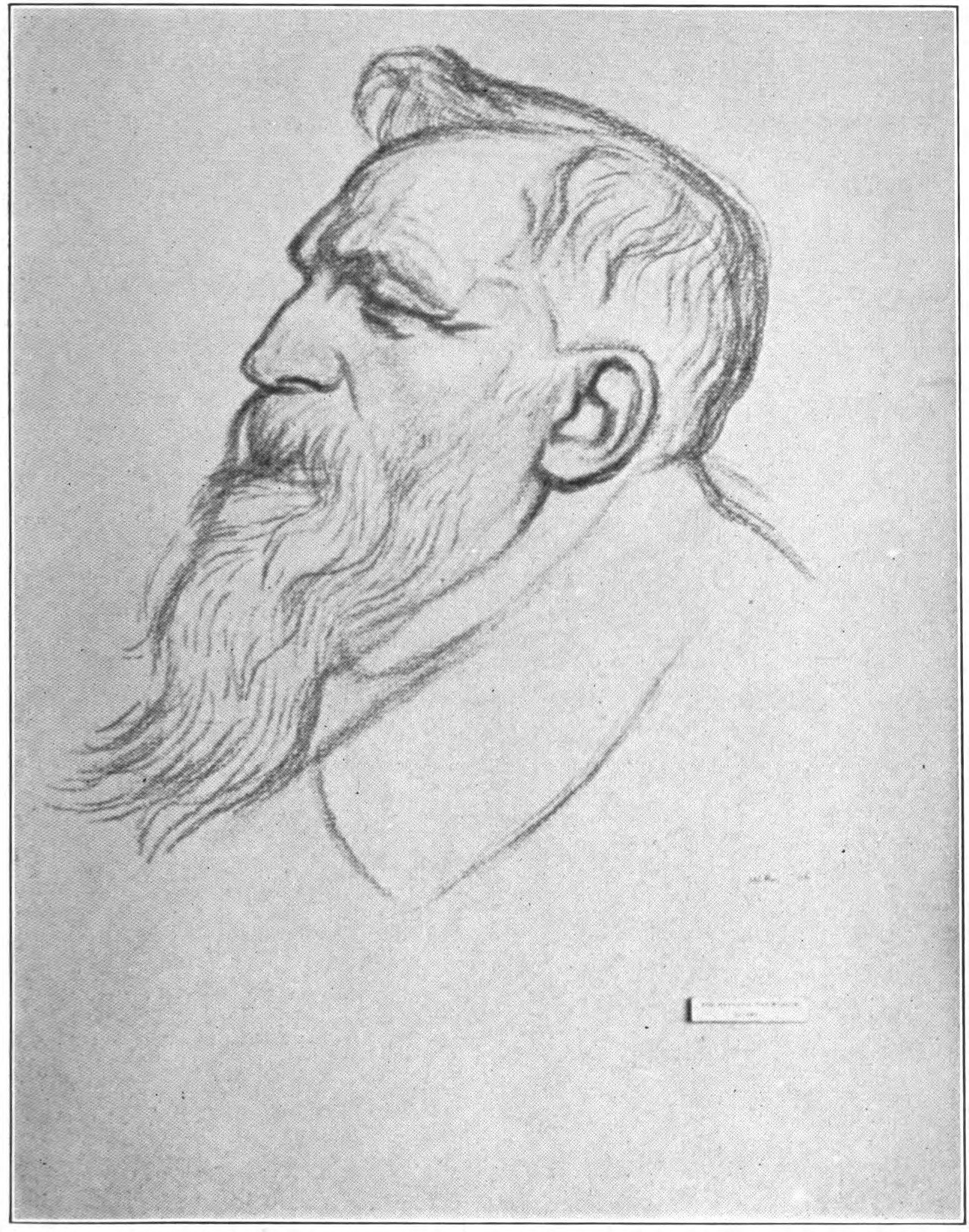
Portrét Augusta Rodina od Williama Rothensteina(1916)

## Kariéra

### Umělec
V roce 1893 se Rothenstein vrátil do Británie, aby pracoval na sérii litografických portrétů nazvané "Oxford Characters (Oxfordské postavy), která byla publikována v roce 1896. Další kolekce portrétů byly English Portraits (1898), Twelve Portraits (1929) a Contemporaries (1937). V Oxfordu se setkal a spřátelil s karikaturistou a parodistou Maxem Beerbohmem, který jej později zvěčnil v povídce Enocha Soamese (1919). Během devadesátých let 20. století Rothenstein vystavoval v New English Art Club a přispěl kresbami do britského čtvrtletniho literárního periodika The Yellow Book  a do literárního časopisu The Savoy, jehož osm čísel vyšlo od ledna do prosince 1896.
V letech 1898–1899 založil Carfax Gallery (nebo Carfax & Co) v St. James 'Piccadilly spolu s Johnem Fothergillem. Během raných let byla tato galerie úzce spojena s umělci jako Charles Conder, Philip Wilson Steer, Charles Ricketts a Augustus John. Vystavoval zde také Auguste Rodin, na jehož rostoucí pověsti v Anglii měl velkou zásluhu právě Rothenstein. Rothensteinova role uměleckého manažera v galerii byla v roce 1901 ukončena, poté se firma dostala pod vedení jeho blízkého přítele, kanadského novináře a uměleckého kritika Roberta Baldwina Rosse. V roce 1908 Ross galerii opustil a nechal firmu v rukou dlouholetého finančního manažera Arthura Cliftona. Pod jeho vedením se galerie stala domovem pro všechny tři výstavy skupiny anglických postimpresionistů Camden Town Group, skupiny vedené Rothensteinovým přítelem Waltem Sickererem. V roce 1900 získal Rothenstein stříbrnou medaili za malbu The Doll's House (Dům panenek) na výstavě Exposition Universelle. Tento obraz je i nadále jednou z jeho nejznámějších prací a byl předmětem studie publikované Tate Gallery. Styly a náměty Rothensteinových obrazů se liší, přestože se objevují určitá témata, která jsou pro něho důležitá, zejména zájem o témata závažná nebo základní, o kterých se hovoří s jistou opatrností. K dobrým příkladům patří Parting at Morning (1891), Mother and Child (1903) a Jews Mourning at a Synagogue(1907) (Židé truchlící v synagoze), které jsou v majetku Tate Gallery. Mezi lety 1902 a 1912 žil v Hampsteadu v Londýně, kde mezi jeho přátele patřil H. G. Wells, Joseph Conrad a umělec Augustus John. Mezi mladými umělci, kteří navštěvovali Rothensteina v Hampsteadu, byli Wyndham Lewis, Mark Gertler a Paul Nash. Rothenstein během tohoto období pracoval na sérii důležitých obrazů na převážně židovském východním konci Londýna, z nichž některé byly na vlivné výstavě židovského umění v roce 1906 v Whitechapel Gallery. Nejslavnější dílo z tohoto období je The Browning Readers (1900), nyní ve vlastnictví galerie Cartwright Hall v Bradfordu. Další díla: Spring, The Morning Room (c.1910), Mother and Child, Candlelight (c.1909) jsou většinou ve vlastnictví jeho rodiny. Rothenstein byl celý život fascinován indickým sochařstvím a malířstvím. V roce 1910 se vydal na cestu po významných uměleckých a náboženských místech. Navštívil buddhistickou jeskyni Adžanta, kde pozoroval lady Christianu Herringhamovou a Nandalala Bose, kteří zhotovovali akvarelové kopie starobylých fresek. Cestu ukončil v Kalkatě, kde byl svědkem, jak se Abanindranath Tagore pokoušel oživit techniky a estetiku tradiční indické malby. Rothenstein byl také členem International Society of Sculptors, Painters and Gravers (Mezinárodní společnosti sochařů, malířů a řezbářů). V letech 1920 až 1935 byl Rothenstein ředitelem Royal College of Art (Královské vysoké umělecké školy), kde podporoval umělce jako Edward Burra, Evelyn Dunbar, U Ba Nyan a Henry Moore. Moore později napsal, že Rothenstein mi dal pocit, že neexistuje žádná překážka, žádný limit pro to, co by mladý venkovský student mohl dostat a kým by se mohl stát.

### Spisovatel
Rothenstein napsal několik kritických knih a brožur, včetně Goya (1900, první anglická monografie o umělci), A Plea for a Wider Use of Artists & Craftsmen (1916) a Whither Painting (1932). Během třicátých 20. století publikoval tři svazky vzpomínek: Men and Memories, Vol I, Vol II, Since Fifty. Vol I obsahuje anekdoty o Oscaru Wildeovi a mnoha dalších přátelích Rothensteinových, k nimž patřil mimo jiné Max Beerbohm, James Whistler, Paul Verlaine, Edgar Degas a John Singer Sargent.

### Uznání
Rothenstein byl vyznamenán v roce 1931 rytířským řádem. Rabíndranáth Thákur věnoval svou básnickou sbírku Gitanjali, za kterou dostal Nobelovu cenu za poezii, právě Williamu Rothensteinovi.